# Gouvernement Kreisky II
 (août 2023).
Si vous disposez d'ouvrages ou d'articles de référence ou si vous connaissez des sites web de qualité traitant du thème abordé ici, merci de compléter l'article en donnant les références utiles à sa vérifiabilité et en les liant à la section « Notes et références ».
IIe République d'Autriche
Kreisky I Kreisky III
Le gouvernement Kreisky II (en allemand : Bundesregierung Kreisky II) est le gouvernement fédéral autrichien entre le 4 novembre 1971 et le 8 octobre 1975, durant la treizième législature du Conseil national.

## Majorité et historique
Dirigé par le chancelier fédéral social-démocrate sortant Bruno Kreisky, ce gouvernement est constitué et soutenu par le seul Parti socialiste d'Autriche (SPÖ), qui dispose de 93 députés sur 183, soit 50,8 % des sièges au Conseil national.
Il a été formé à la suite des élections législatives anticipées du 10 octobre 1971 et succède au gouvernement Kreisky I, également constitué par les seuls sociaux-démocrates, alors minoritaires au Conseil national, et disposant du soutien du Parti libéral d'Autriche (FPÖ). La majorité ayant fait voter des amendements à la loi électorale, un scrutin anticipé a été convoqué afin de les appliquer.
En avril 1974, la mort du président fédéral Franz Jonas conduit à la tenue d'une élection présidentielle anticipée le 23 juin. Le ministre fédéral des Affaires étrangères indépendant Rudolf Kirchschläger, soutenu par le SPÖ, s'impose contre un seul adversaire, le maire conservateur d'Innsbruck Alois Lugger.
Lors des élections législatives 5 octobre 1975, le SPÖ conserve sa majorité absolue avec le même nombre de sièges, le chancelier constituant alors le gouvernement Kreisky III.

## Composition
- Par rapport au gouvernement Kreisky I, les nouveaux ministres sont indiqués en gras, ceux ayant changé d'attributions en italique.

| Fonction                                                            | Titulaire | Titulaire                                               | Parti |
| ------------------------------------------------------------------- | --------- | ------------------------------------------------------- | ----- |
| Chancelier fédéral                                                  |           | Bruno Kreisky                                           | SPÖ   |
| Vice-chancelier Ministre fédéral de la Protection sociale           |           | Rudolf Häuser                                           | SPÖ   |
| Ministre fédéral des Affaires étrangères                            |           | Rudolf Kirchschläger (jusqu'au 23/06/1974) Erich Bielka | Sans  |
| Ministre fédéral des Travaux publics et de la Technologie           |           | Josef Moser                                             | SPÖ   |
| Ministre fédéral des Finances                                       |           | Hannes Androsch                                         | SPÖ   |
| Ministre fédéral de la Santé et de la Protection de l'environnement |           | Ingrid Leodolter                                        | SPÖ   |
| Ministre fédéral du Commerce, de l'Artisanat et de l'Industrie      |           | Josef Staribacher                                       | SPÖ   |
| Ministre fédéral de l'Intérieur                                     |           | Otto Rösch                                              | SPÖ   |
| Ministre fédéral de la Justice                                      |           | Christian Broda                                         | SPÖ   |
| Ministre fédéral de la Défense nationale                            |           | Karl Lütgendorf                                         | Sans  |
| Ministre fédéral de l'Agriculture et des Forêts                     |           | Oskar Veihs                                             | SPÖ   |
| Ministre fédéral de l'Enseignement et des Arts                      |           | Fred Sinowatz                                           | SPÖ   |
| Ministre fédéral des Transports                                     |           | Erwin Frühbauer (jusqu'au 17/09/1973) Erwin Lanc        | SPÖ   |
| Ministre fédéral de la Science et de la Recherche                   |           | Hertha Firnberg                                         | SPÖ   |